# Харківська школа романтиків
Харківська школа романтиків — гурт українських молодих поетів — професорів і студентів Харківського університету 1830–1840 років.
Термін «школа» запропонував дослідник і видавець їх творів Агапій Шамрай.
Головні представники Харківської школи романтиків: Тарас Григорович Шевченко, Микола Костомаров, Левко Боровиковський, Іван Росковшенко, Опанас Шпигоцький, Олександр Корсун, Яків Щоголів.
Діяльність цього гурту поетів, як і в інших народів доби романтизму, пов'язана з пробудженням національної свідомості, наслідком чого виникло зацікавлення народною творчістю. Збираючи, видаючи та й самі наслідуючи її, харківські романтики розробляли тематику власної творчості на основі народних пісень, переказів, легенд, вдавалися до історичних мотивів. У висліді цього зацікавлення вони зуміли побачити народ інакше, ніж їхні попередники (І. Котляревський, Г. Квітка-Основ'яненко): дивлячись на нього не згори, як на наївних дітей природи, а як на джерело духовного відродження й сили та поетичного натхнення. Цей новий погляд поділяли навіть ті з них, що, як А. Метлинський, переляканий розправою з кирило-мефодіївцями, не вірили у можливість національного відродження українського народу. Засуджуючи культивований попередньою генерацією письмовий бурлеск (хоч не завжди самі перемагаючи традиційний нахил до просторікування), харківські романтики нагадували, за словами П. Куліша, українській освіченій верстві, що «в неї є рідна мова не на те тільки, щоб вилаяти неретельного мужика».
Виявом цього нового ставлення до народу були «Книги битія українського народу», написані пізніше, після переходу М. Костомарова до Києва, в яких уперше проголошено ідею українського месіанізму, хоч сам автор їхній був досить хиткий у своїх національно-політичних поглядах.